# St.-Martini-Kirche (Melle-Buer)

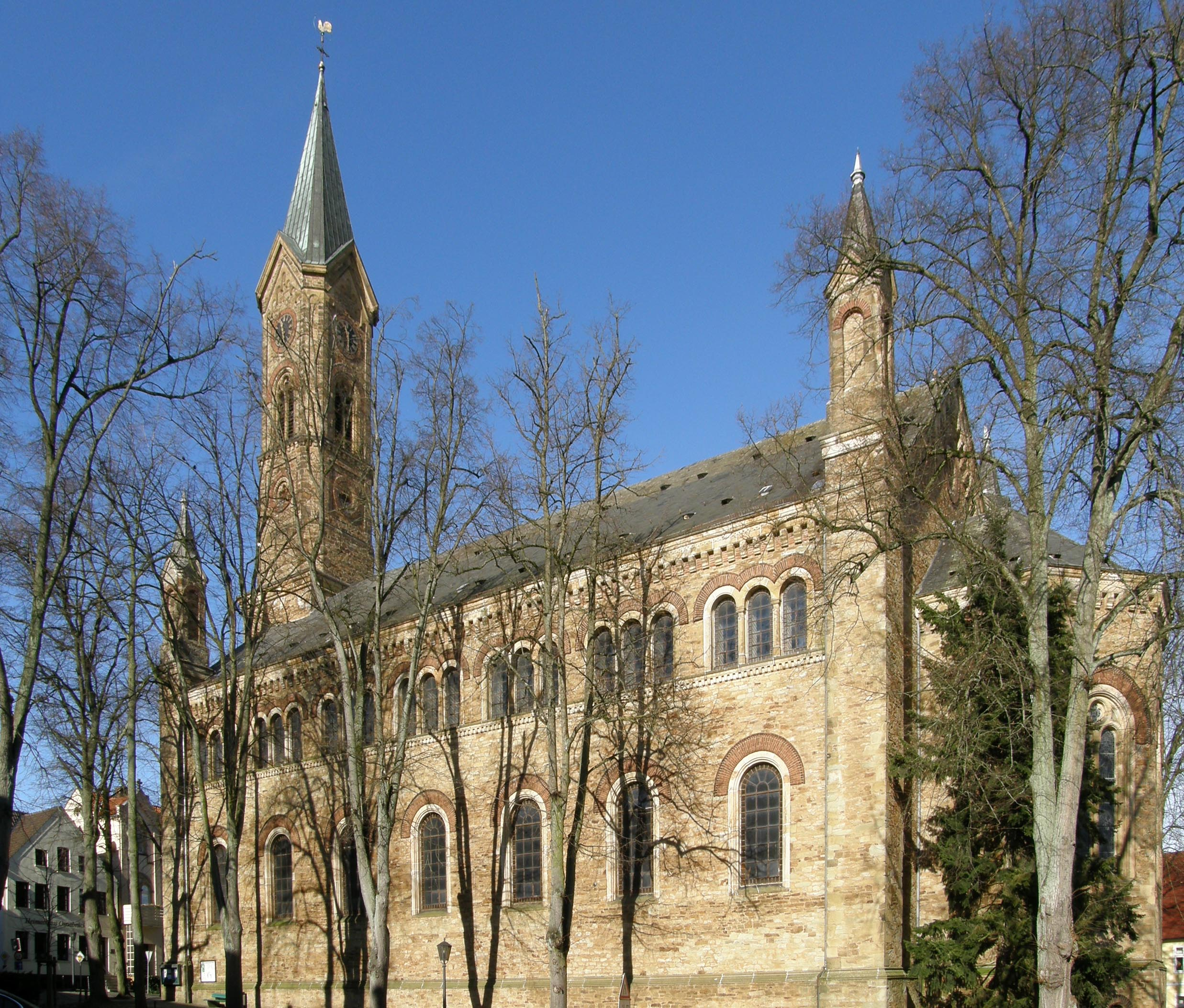
St.-Martini-Kirche

Die St.-Martini-Kirche ist ein evangelisches Kirchengebäude in Buer, einem Ortsteil von Melle im Landkreis Osnabrück.

## Geschichte
Die Kirche ersetzte einen 1851 wegen Baufälligkeit abgebrochenen gotischen Vorgängerbau und wurde am 31. Oktober 1855 eingeweiht. Der schlanke, spitze Kirchturm ist 57 m hoch und wird auch als „Bueraner Bleistift“ bezeichnet. Der lange und hohe neoromanische Kirchenraum bietet 1000 Personen Platz.
Im Chorbogen hängt ein holzgeschnitztes Kruzifix, das etwa 1520 entstanden ist. Die kleine, 1721 durch einen niederländischen Künstler gefertigte Kanzel auf der linken Seite des Chorraums stammt aus der Vorgängerkirche. Die große Kanzel auf sieben Metern Höhe wird nur noch zu besonderen Anlässen verwendet. Das Altarbild mit dem auferstandenen Christus schuf 1856 der Maler August von Kreling. Über dem Mittelgang hängen drei große Kronleuchter aus dem Jahr 1981.

## Orgel
Auf der Westempore befindet sich das klassizistische Orgelprospekt des ursprünglichen Instruments aus dem Jahr 1855. Die Uhr in der Krone des Orgelgehäuses ist mit der Kirchturmuhr verbunden. Das Orgelwerk wurde 1981 von der Orgelbauwerkstatt Steinmann (Vlotho) im neobarocken Stil neu errichtet. Im Jahr 2003 wurde das Instrument von der Orgelbauwerkstatt ter Haseborg klanglich überarbeitet. Das heute romantisch disponierte Instrument hat 26 Register und 1696 Pfeifen auf zwei Manualen und dem Pedal.

## Glocken
Nach dem Zweiten Weltkrieg erwarb die Kirchengemeinde 1948 vier Glocken aus einer Ersatzlegierung (Sonderbronze) der Glockengießerei Rincker, die 70 Jahre später nicht mehr genügten. Aus diesem Grund erwarb die Gemeinde ein qualitativ hochwertigeres Geläute aus nunmehr acht Bronzeglocken ebenfalls von Rincker, das 2018 gegossen und am 14. April 2019 (Palmsonntag) eingeweiht wurde. Die Kosten des Geläutes in Höhe von 170.000 Euro waren aus Spenden finanziert, 9.000 Euro davon konnten aus dem Materialwert der eingeschmolzenen alten Glocken gedeckt werden. Eine Herausforderung bei diesem Glockenprojekt war die Enge in der Glockenstube des schlanken Turms.
| Nr. | Name           | Ton    | Gewicht  | Durchmesser in mm | Gussjahr |
| --- | -------------- | ------ | -------- | ----------------- | -------- |
| 1   | Jesus Christus | e′     | 1.356 kg | 1281              | 2018     |
| 2   | Petrus         | fis′   | 965 kg   | 1148              | 2018     |
| 3   | Martin         | gis′   | 694 kg   | 1025              | 2018     |
| 4   | Martin Luther  | h′     | 439 kg   | 872               | 2018     |
| 5   | Matthäus       | e′′    | 199 kg   | 644               | 2018     |
| 6   | Markus         | gis′′  | 120 kg   | 548               | 2018     |
| 7   | Lukas          | h′′    | 74 kg    | 466               | 2018     |
| 8   | Johannes       | cis′′′ | 53 kg    | 417               | 2018     |

## Kirchspiel und Kirchenbücher
Das Kirchspiel Buer setzt sich aus Barkhausen, Buer, Bulsten, Düingdorf, Eicken, Holzhausen, Hustädte, Markendorf, Meesdorf, Sehlingdorf, Tittingdorf, Wehringdorf sowie Wetter zusammen und besitzt etwa 3100 Gemeindeglieder.
Die Kirchenbücher für Barkhausen, Buer, Bulsten, Düingdorf, Eicken, Holzhausen, Hustädte, Markendorf, Meesdorf, Sehlingdorf, Wehringdorf und Wetter umfassen Taufen, Trauungen und Beerdigungen ab 1711.